# Dubey & Schaldenbrand
Dubey & Schaldenbrand es una empresa fabricante de relojes de lujo, con sede en La Chaux-de-Fonds (Suiza). La compañía produce pequeñas cantidades de relojes mecánicos automáticos.

## Historia
La compañía fue fundada en 1946 por Georges Dubey y René Schaldenbrand. En 1995, Cinette Robert revitalizó la empresa. Utilizó una colección de movimientos que había acumulado durante los años 1970 y principios de los 1980.
Dubey & Schaldenbrand reestructura cada movimiento según la época de su creación. Sus diseños rápidamente se hicieron populares entre los coleccionistas de relojes.
En 2002, uno de sus distribuidores en Estados Unidos era Kenjo, de Nueva York.